# 2009 en Ouganda
Cet article présente les faits marquants de l'année 2009 en Ouganda.

## Évènements

### Février
- Lundi 16 février 2009 : selon l'ONG Human Rights Watch, 865 civils ont été tués entre Noël et le 17 janvier par la rébellion ougandaise de l'Armée de résistance du Seigneur dans le nord-est de la RDC.

### Mars
- Mercredi 4 mars 2009 : le ministère de la Santé lance une alerte à la poliomyélite après la découverte d'un premier cas depuis 12 ans diagnostiqué sur une enfant de 16 mois dans le nord-ouest, près de la frontière avec la République démocratique du Congo. Une campagne de vaccination d'urgence allait être menée, notamment dans le nord du pays, en collaboration avec les Nations unies : « Maintenant que le virus est parvenu à entrer dans le pays, tous les enfants de moins de cinq ans courent le risque de contracter la maladie ». Des cas de poliomyélite ont été rapportés récemment dans les pays voisins, au Kenya, au Sud-Soudan et en République démocratique du Congo. La poliomyélite, qui peut provoquer une paralysie irréversible, a été pratiquement éradiquée dans le monde. Elle est toujours endémique dans quatre pays, Afghanistan, Inde, Nigeria et Pakistan.

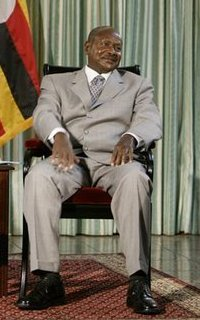
Yoweri Museveni (juillet 2003)

### Juin
- Mercredi 10 juin 2009 : des autorités ougandaises accusent les autorités de Kinshasa d'avoir établi un poste-frontière à Goli sur les rives gorgées de pétrole du lac Albert sans attendre la publication d'une étude ougandaise sur la question frontalière entre la République démocratique du Congo et l'Ouganda. Selon la commissaire du district de Nebbi, Betty Adima : « Je pense qu'il s'agit d'une agression. C'est une provocation. C'est la façon la plus simple de le dire […] Il y a des hommes armés qui gardent le site ce qui signifie qu'ils savent qu'ils sont en train de faire quelque chose de mal ». Le district de Nebbi longe le bassin du lac Albert où, en septembre 2008, le groupe pétrolier canadien Heritage Oil a affirmé avoir découvert une réserve de pétrole d'un potentiel de production de plus de 14 000 barils de pétrole par jour; il s'agit de la plus grosse réserve pétrolière jamais découverte en Ouganda. La frontière de la région du West Nile, fait l'objet d'un contentieux entre les deux pays[1].

### Septembre
- Dimanche 13 septembre 2009 : depuis trois jours de violentes manifestations se sont déroulées dans la capitale Kampala causant la mort d'au moins 14 personnes. Plus de 550 émeutiers ont été interpellés.

- Lundi 14 septembre 2009 : le président Yoweri Museveni accuse le colonel Mouammar Kadhafi, chef de l'État libyen d’être derrière les émeutes qui ont fait 14 morts à Kampala. Les manifestants étaient des partisans de Ronald Muwenda Mutebi II, souverain traditionnel des Bagandas, l’une des principales tribus ougandaises.

- Lundi 28 septembre 2009 : le site Inter Press Service News Agency dénonce un projet, qui destiné à réduire les émissions mondiales de carbone, aboutit à déplacer les personnes indigènes de leurs domiciles et à les chasser de leurs terres ancestrales[2].

### Octobre
- Mardi 6 octobre 2009 : des agents d'Interpol interpellent un des principaux responsables du génocide de 1994 au Rwanda. Il s'agit du numéro deux des services de renseignements de l'époque, Idelphonse Nizeyimana qui va être transféré au TPIR (Tribunal pénal international pour le Rwanda) à Arusha (Tanzanie). Il était entré en Ouganda via la RD-Congo avec un faux passeport[3].

- Vendredi 23 octobre 2009 : le président Yoweri Museveni, s'exprimant en marge du sommet de l'UA à Kampala, consacré aux réfugiés et déplacés, a vivement réagi aux menaces des Shebab somaliens qui ont menacé de frapper les capitales de l'Ouganda et du Burundi en réponse aux bombardements d'artillerie menés à Mogadiscio par les soldats de ces deux pays qui composent l'Amisom en Somalie : « Ces terroristes, je leur conseille de s'occuper de leurs affaires. S'ils nous attaquent, ils paieront car nous savons comment frapper ceux qui nous attaquent ».